# Colegio Plenario

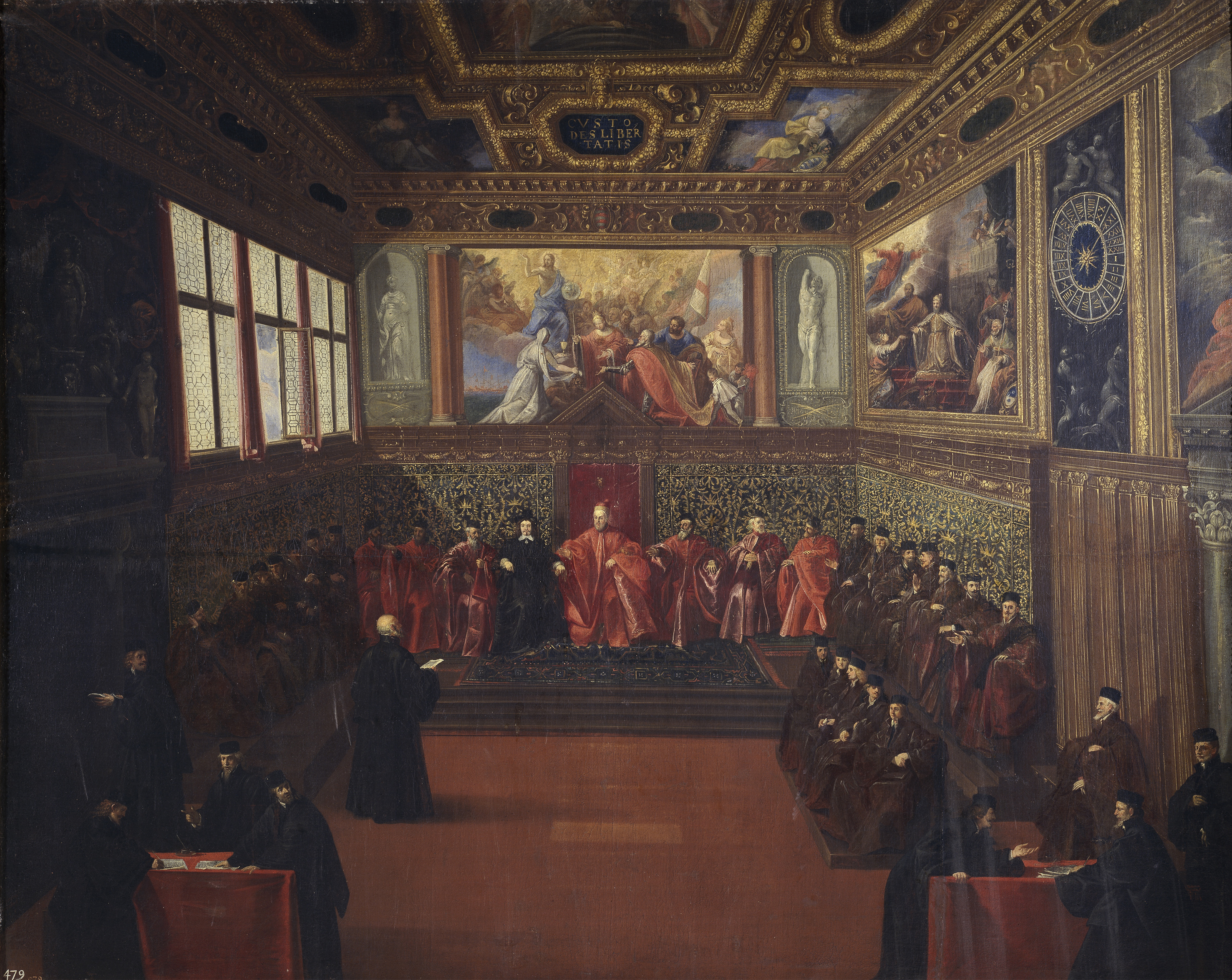
Recepción del embajador español en la Sala del Collegio del Palacio Ducal, 1604. Pintura de Pietro Malombra.

El Colegio Plenario (en veneciano: Pien Collegio) era el principal órgano ejecutivo de la República de Venecia, básicamente responsable de supervisar la administración, gestión, programas y preparación del orden del día del Senado veneciano.

## Composición
El Colegio Plenario estaba compuesto por el dux de Venecia y el resto de la Signoria -los seis consejeros ducales (Minor Consiglio) y los tres jefes del Consejo de los Cuarenta (Quarantia)-, así como por tres grupos de savi ('sabios'), consejeros con responsabilidades particulares: los seis Savi del Consiglio, los cinco Savi di Terraferma (responsables de los asuntos financieros y militares de los Domini di Terraferma) y los Savi agli Ordini (responsables de asuntos marítimos).
Al igual que en otras magistraturas superiores de Venecia, se impusieron restricciones a la elegibilidad para el cargo de los savi: los miembros eran elegidos del Senado veneciano, ejercían un mandato de seis meses y no podían ser reelegidos para el mismo cargo ni tres ni seis meses sucesivos. Para garantizar la continuidad, los nombramientos para el cargo de "sabio" se hacían escalonadamente, con mandatos de seis meses que comenzaban el 1 de octubre, el 1 de enero, el 1 de abril y el 1 de julio.

## Funciones
El Colegio Plenario se reunía diariamente, bajo la presidencia del dux, con el Savi del Consiglio fijando su orden del día. El consejo leía informes y despachos que debían enviarse al extranjero, daba audiencia a los enviados extranjeros y preparaba todos los asuntos que debían someterse a votación ante el Senado. A su discreción, sobre todo en asuntos urgentes de finanzas o asuntos exteriores, el Colegio podía enviar mociones para que fueran votadas por el Consejo de los Diez.
El Colegio tenía autoridad para disponer de los fondos públicos hasta un total de 25 ducados de oro. Junto con el comité de los Consultori in Iure, el Colegio también era responsable de las relaciones con la Iglesia, incluida la recepción de obispos y prelados que visitaban Venecia. Juzgaba en asuntos de beneficios y patrocinios de la Iglesia, los privilegios de las ciudades súbditas de la República y los derechos del impuesto sobre la sal (gabelle).
El poder del Colegio aumentó a partir de 1526, cuando recibió el privilegio de ocultar al Senado los actos que considerase necesario mantener en secreto. Junto con el Colegio, recibió también la autoridad de emitir decretos cuando el Senado no estaba reunido, así como de suspender los decretos del Gran Consejo (siempre que esta medida se justificase en la siguiente sesión del consejo), por lo que en el siglo XVIII el Colegio se convirtió en la institución más influyente de la República.